# Dendrolagus spadix
Dendrolagus spadix é uma espécie de marsupial da família Macropodidae. Endêmica de Papua-Nova Guiné.